# 金聖鍾
金 聖鍾（キム・ソンジョン、김성종、1941年12月31日 - ）は、韓国の小説家、推理作家。中華民国山東省済南市生まれ。韓国全羅南道求礼育ち。延世大学政治外交科卒業。韓国推理作家協会副会長（2002年現在）。
ハードボイルド作品で人気を博し、総売り上げ数は1000万部を超えている。その一方で、「金聖鍾推理文学館」を建設し推理小説の普及に努めるなど、韓国の推理小説界で中心的な役割を担っている。

## 略歴
1969年、朝鮮日報主催の新春文芸（ko）に短編小説「警察官」が入選しデビューした。1974年、長編『最後の証人』で韓国日報の懸賞公募に入選し、この作品はのちに2度映画化されるなど高評価を得た。
創作活動以外では、推理小説専門誌『季刊推理文学』（10号まで）を刊行したほか、1992年には釜山市海雲台に推理小説1万冊余りを所蔵する金聖鍾推理文学館を建設するなど、韓国での推理小説の普及に力を尽くしている。

## 主な作品

### 日本語訳作品

#### 単行本
- 最後の証人（上下巻） （2009年2月 論創社、翻訳：祖田律男）

『最後の証人』（1980年）、『黒水仙』（2001年）という題で映画化されており、後者は日本でも公開された。
- ソウル 逃亡の果てに （2005年4月 新風舎文庫、翻訳：祖田律男）

#### 短編
- 失踪 （『コリアン・ミステリ 韓国推理小説傑作選』、2002年5月 バベル・プレス） - 著者名は「金聖鐘」と表記されている。

### 原書
- 최후의 증인 （最後の証人）
- 여명의 눈동자（黎明の瞳）全10巻 - 韓国MBCでドラマ化された